# Valeriana pontica
Valeriana pontica — вид квіткових рослин родини жимолостевих (Caprifoliaceae).

## Біоморфологічна характеристика
Це однорічна рослина 15–45 см заввишки. Стебло кутово-борозенчасте, по ребрах шорстко запушене. Листки по краю війчасті, прикореневі листки довгасті або майже лопатчасті, тупі, середні — довгасто-ланцетні, верхні довгасто-лінійні. Квітки розміщені в нещільних напівпарасольках. Плоди яйцеподібні, тверді, 6-гранні, складаються як би з 2 половинок — більшої блідої, що містить плодюче гніздо, і меншою темнішою, що укладає безплідні гнізда, голі, блискучі, 1.5–2 × 1–1.5 мм.

## Поширення
Болгарія, Північний Кавказ, Україна.
В Україні вид росте на сухих схилах, скелях і як бур'ян на полях — у Кримському Степу (Керченський півострів).